# Sint-Jan-in-de-Oliekerk (Zulzeke)

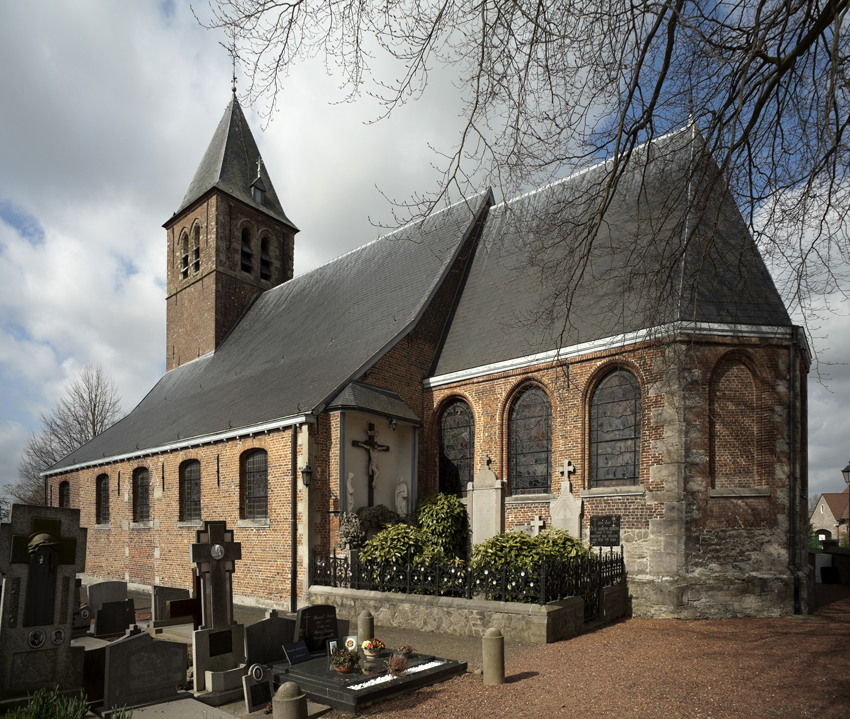
Sint-Jan-in-de-Oliekerk

De Sint-Jan-in-de-Oliekerk is de parochiekerk van de tot de Oost-Vlaamse gemeente Kluisbergen behorende plaats Zulzeke, gelegen aan de Zulzekestraat. De naam van de kerk verwijst naar de legende dat apostel Johannes in Rome bij wijze van marteling in een bad met hete olie werd gegooid.

## Geschiedenis
Er is weinig over de vroege geschiedenis van deze kerk bekend. In de 13e eeuw was sprake van een capella. In de 17e eeuw werd melding gemaakt van herstellingswerken en in 1701 van herstel van de toren.
De benedenhelft van de westtoren bevat waarschijnlijk nog restanten uit de 13e of 14e eeuw, waar onregelmatig gehouwen Doornikse steen en ijzerzandsteen werd toegepast. De klokkengeleding van de toren, uitgevoerd in baksteen, is wellicht 15e-eeuws. In 1834-1841 werden de zijbeuken verlengd in westelijke richting.

## Gebouw
Het betreft een driebeukige kerk onder zadeldak met ingebouwde westtoren, gedekt door een tentdak.

## Interieur
Het kerkinterieur is overwegend in classicistische stijl. Het schilderij: Jezus verschijnt aan Maria-Magdalena is 17e-eeuws. Uit de 18e eeuw is een gepolychromeerde beeldengroep die de Graflegging voorstelt. Andere heiligenbeelden zijn 19e-eeuws. Het hoofdaltaar is uit de 18e eeuw en het koorgestoelte is 17e-eeuws. Er zijn twee biechtstoelen, een van 1634 en een van 1698. De preekstoel is 17e-eeuws.
Het Hooghuys-orgel uit 1857 heeft een unieke orgelkast en werd in 2007 gerestaureerd.

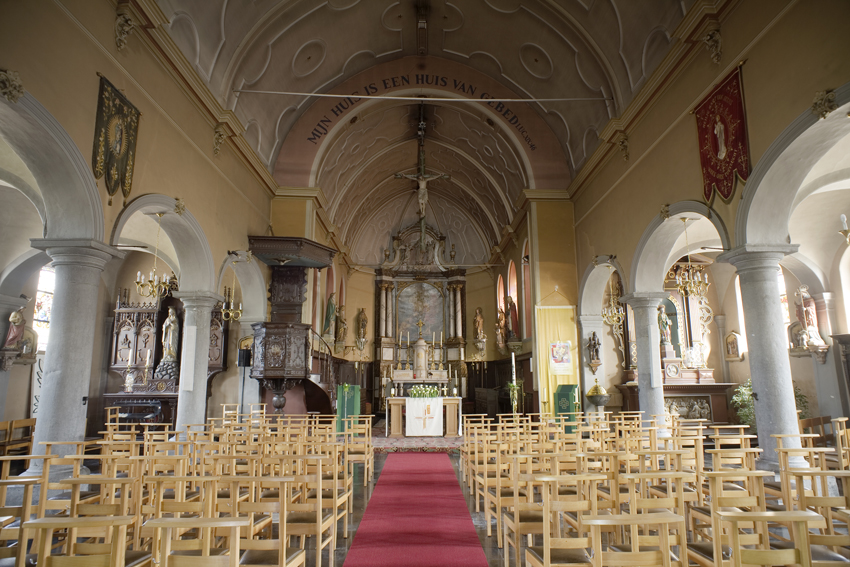
Interieur
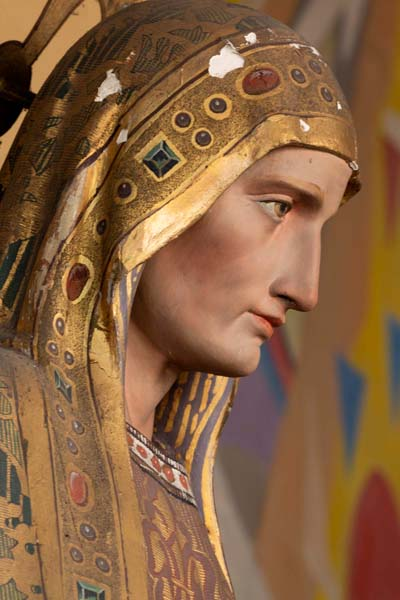
Maria
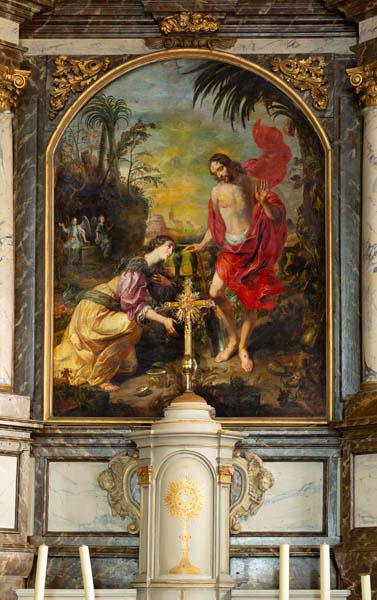
Jezus verschijnt aan Maria Magdalena
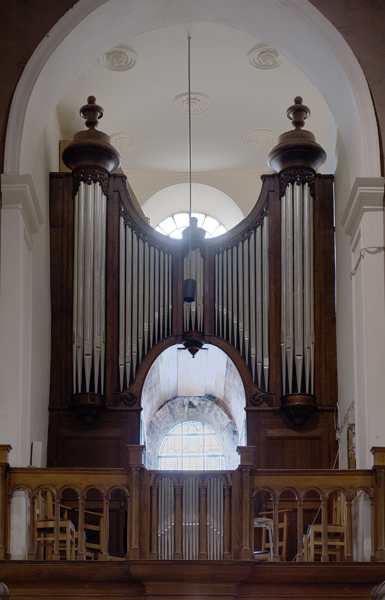
Hooghuys-orgel
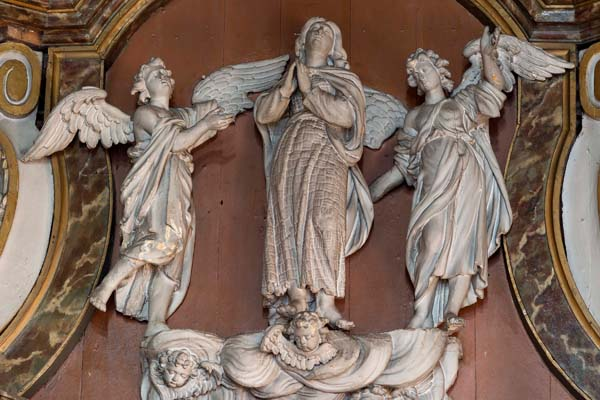
Detail hoofdaltaar